# Lueheopsis rosea
Lueheopsis rosea är en malvaväxtart som först beskrevs av Adolpho Ducke, och fick sitt nu gällande namn av Karl Ewald Maximilian Burret. Lueheopsis rosea ingår i släktet Lueheopsis och familjen malvaväxter. Inga underarter finns listade i Catalogue of Life.